# عربسات-A5
ربسات-5A (بالإنجليزية: Arabsat-5A)‏ هو قمر اتصالات سعودي يديره عربسات. سيتم استخدامه لتوفير خدمات التلفزيون والإنترنت والهاتف إلى العربية وإفريقيا وأوروبا.

## التاريخ
تم بناء عربسات-5A من قبل استريوم، ويستند إلى حافلة الأقمار الصناعية يوروستار 3000. لديه كتلة 4800 كيلوغرام (10600 رطل) ، ويحمل أربعين تردد. ستة عشر إذاعة في نطاق جي/اتش للطيف المحدد، أو في النطاق سي للطيف المحدد في معهد مهندسي الكهرباء والإلكترونيات، وأربعة وعشرون عاملاً في نطاق J أو في نطاق نطاق Ku. من المتوقع أن تولد مصفوفاتها الشمسية حوالي 12 كيلووات من الطاقة في بداية حياة تصميم القمر الصناعي، وحوالي 11 كيلووات في نهايته.
أطلقت أريان سبيس عربسات-5A باستخدام صاروخ حامل من طراز أريان 5 ينطلق من إيلا 3 في مركز جويانا للفضاء في كوروا، غيانا الفرنسية. وقعت أول محاولة لإطلاقه في 23 يونيو 2010، ولكن تم إلغاء الإطلاق بسبب مشكلة في أحد أنظمة الصواريخ الفرعية. كما تم مسح محاولة لاحقة في 24 يونيو، بسبب مشكلة الضغط على خزانات وقود الصاروخ. حدث الإطلاق في الساعة 21:41 بالتوقيت العالمي في 26 يونيو 2010. تم إطلاق القمر الصناعي سواتل الاتصالات والمحيطات والأرصاد الجوية 1 لكوريا الجنوبية بواسطة نفس الصاروخ، مع استخدام محول أريان 5 لفصل المركبة الفضائية. تم تركيب عربسات 5A على قمة أريان 5، مع تحتها سواتل الاتصالات والمحيطات والأرصاد الجوية 1.
بعد الإطلاق، تم فصل عربسات-5A إلى مدار نقل متزامن مع الأرض. ثم استخدم محرك الأوج لرفع نفسه في مدار ثابت بالنسبة للأرض. بمجرد وصوله إلى مدار ثابت بالنسبة للأرض، خضع للاختبار قبل بدء العمليات على خط طول 30.5 درجة شرقًا، حيث حل محل عربسات -2B. ومن المتوقع أن تعمل لمدة خمسة عشر عاما.

## وصلات خارجية
- IMS Official provider's site